# Война патриотов
Война патриотов (англ. The Patriot War) — неудачная попытка восстания в испанской Восточной Флориде в 1812 году с целью аннексии Флориды в пользу США. В ходе этих событий некоторые части Флориды были захвачены частной армией, которую поддерживали части армии США, флота США, а так же ополчения Джорджии и Теннесси. Восстание было организовано американским генералом Джорджем Мэтьюзом, который был направлен во Флориду президентом Джеймсом Мэдисоном для переговоров с местными властями. Монро надеялся, что флоридские власти передадут США некоторые районы Флориды, и тогда их не смогут оккупировать британские войска. В восстании участвовала так называемая Армия патриотов, состоящая в основном из граждан Джорджии. Этой армии удалось захватить Фернандину и часть северо-восточной Флориды, но им не хватило сил захватить Сент-Огастин. Оккупация части Флориды длилась около года, но потом регулярная армия была отозвана, а в конфликт вступили индейцы-семинолы, и Армия патриотов была распущена.

## Статьи
- Paul Kruse. A Secret Agent in East Florida: General George Mathews and the Patriot War (англ.) // The Journal of Southern History. — Southern Historical Association, 1952. — Vol. 18, iss. 2. — P. 193-217. — doi:10.2307/2954272.
- A. H. Phinney. The First Spanish-American War (англ.) // The Florida Historical Society Quarterly. — Florida Historical Society, 1926. — Vol. 4, iss. 3. — P. 114-129.
- J. C. A. Stagg. George Mathews and John McKee: Revolutionizing East Florida, Mobile, and Pensacola in 1812 (англ.) // The Florida Historical Quarterly. — Florida Historical Society, 2007. — Vol. 85, iss. 3. — P. 269-296.